# Ilê Alaqueto Axé Ibualamô
Ilê Alaqueto Axé Ibualamô é um Terreiro de Candomblé localizado no bairro de Santo Amaro, em São Paulo.

## História
Foi fundado em 20 de outubro de 1987, tem como patrono, o Orixá Ibualamô, divindade africana da caça, originário de Ilobu (província localizada ao sul da Nigéria Ocidental), esposo de Oxum e pai de Logunedé. O Terreiro é estreitamente ligado com a comunidade que o circunda, mantendo diversas ações sociais que visam a melhoria de vida na comunidade e, a edificação da cultura religiosa africana no Brasil.

## Estrutura e organização
O Ilê Alaqueto Axé Ibualamô é presidido pelo seu fundador, o babalorixá José Carlos de Ibualamô, iniciado pela ialorixá Maria de Nanã que, juntamente com ogã Tarrafa de Obaluaiê, "plantaram" o Axé Ibualamô. É descendente do conhecido Axé da Ilha Amarela, do saudoso babalorixá Otávio da Ilha Amarela (Odé Taosi) e do Ile Odé do babalorixá Camilo José Machado (Camilo da Vila América - Odé Taode) ambos filhos do Orixá Odé. O Ile é a continuidade dessas duas roças de candomblé que infelizmente, não existem mais, o Orixá análogo desses três sacerdotes, não figura como coincidência, mas sim, como missão de perpetuar o culto ao Orixá do rio Ibù e a tradição do candomblé da Ilha Amarela, desta feita, em São Paulo. Mãe Maria de Nanã, quando inaugurou o Axé Ibualamô, certamente, plantou não somente seus conhecimentos, mas sim, a tradição ímpar de uma família norteada pela palavra dos Orixás e do respeito ao ser humano.
A Sociedade Ilê Alaqueto Axé Ibualamô, tem como premissa religiosa, a adoração e preservação do culto aos (Orixá) Orixás de origem africana no Brasil, tendo como seu patrono, Ibualamô, orixá da caça e do rio Ibù. Temos como valores, o amor, o respeito ao próximo e a responsabilidade sócio-ambiental. Cremos fundamental para a edificação de um Ilê Orixá e de sua cultura, o respeito incondicional às pessoas, sejam elas "ebom", "iaô", "ogã", "equeji", "ajoiê", "oloiê" ou "abiã". Lutamos em busca de uma sociedade igualitária, livre de preconceitos e de guerras religiosas. Para isso, empregamos esforços na conscientização das pessoas, disseminando a paz entre os povos, independente de crença, raça ou costumes.
O Axé Ibualamô é muito conhecido em São Paulo como uma das moradias de Oçânhim (Deus das Folhas Sagradas "eué"), essa fama se deve essencialmente, a vasta diversidade de folhas sagradas que são carinhosamente cultivadas no Axé, muitas oriundas do continente africano, como Odán (Ficus sp. L., Moraceae), Akòko (Newbouldia Leavis Seem., Bignoniaceae), apaocá (Artocarpus Communis; Moraceae) e Irocô (Chlorophora Excelsa. Moraceae) - cabe lembrar que, muitas dessas árvores são moradia de Orixás, a exemplo do Irocô e Apaocá que detêm um culto especial. Certamente essa ligação da sociedade Ilê Alaqueto Asè Ibualamô com as folhas é herança do próprio patrono da casa, que é considerado ao lado de Oçânhim o pai da botânica. Isso é evidenciado pelo "Òpá Òrèrè" ferramenta do Orixá Ibualamô, muito semelhante à de Oçânhim, e que é utilizada apenas na manipulação fitoterápica.

## O Babalorixá
O Babalorixá José Carlos de Ibualamô, é natural da cidade de Castro Alves, (recôncavo baiano) filho de santo da Ialorixá Maria de Nàná, fundadora do Ilê Axé Silanje (Feira de Santana - Bahia). Homem catedrático do Candomblé, não centrou seus esforços somente no sacerdócio, e fundou o "Grupo Beneficente e Cultural Oluwa", que dentre outros aspectos, assiste a comunidade com programas em parceria com a Prefeitura e o Governo do Estado de São Paulo.
O Babalorixá José Carlos, é um homem calmo e sereno, que vislumbra na religião, o pilar para a harmonia entre as pessoas. Para pai José Carlos, seus filhos de santo são extensão de sua família, repudia a intolerância na casa de Candomblé, diz que, embora exista uma hierarquia a qual certamente deve ser seguida, existe sobretudo, o respeito às pessoas que o acompanham.
Uma história narrada pela mãe carnal do Babalorixá José Carlos (Dona Percília Araújo), mostra-nos que a sua missão de zelar pelo Orixá foi anunciada antes mesmo do seu nascimento.
"Quando eu estava grávida de "Bim" (Bim, é o apelido que o Babalorixá recebeu de seus familiares ainda criança) eu estava passando por uma mata, carregando um feixe de lenha com Firmina, quando vi um homem negro alto em uma árvore. Esse homem negro, flechou minha barriga e então desmaiei. Quando acordei, comentei com Firmina que havia perdido a criança, sendo que um homem havia flechado minha barriga. Ela então se pegou a rir, dizendo que ninguém tinha flechado ninguém, e que eu na verdade devia ter visto Oxóssi.
Essa pequena história, nos explica um pouco a missão do Babalorixá José Carlos. Quando ele foi iniciado, sua mãe o perguntou que santo ele havia feito, ele então disse que Ibualamô. Na hora, sua mãe disse que estava errado, e que seu santo era Oxóssi, o caçador. Ela então, contou a história da flechada (até então, desconhecida). O Babalorixá explicou que Ibualamô, à exemplo de Oxóssi era um grande caçador que tinha um grande enredo com Obaluaiê. Nesse momento, ela disse que o santo estava certo, sendo que a pessoa que estava com ela quando foi flechada (Firmina) era filha de Obaluaiê....
O Babalorixá José Carlos é o oitavo filho de Rosalvo Joaquim de Santana e Percília Araújo de Oliveira Santana. Seu pai, o sr. Rosalvo, trabalhava com carpintaria e sua mãe Percília (filha de índios) é uma profunda conhecedora de folhas. Ela é muito procurada para fazer remédios através das ervas. A avó paterna do Babalorixá José Carlos era Ialorixá, esse é outro aspecto que nos mostra sua ligação ancestral com os Orixá.

## Festividades
Ao longo do ano, a Sociedade Religiosa Ilê Alaqueto Aşè Ibualamô realiza ciclos festivos em homenagem aos Orixá, quais sejam:
Xiré Alada Ogum (Festa dos facões de Ogum)
A festa de Ogum no Axé Ibualamô é conhecida por "Xiré Alada", nome alusivo a procissão dos facões que ocorre durante as festividades. Após o Xiré aos Orixá, é realizado um cortejo que sai do Ojúbo Ogum que fica aos pés de um Igi Odán (Ficus sp. L., Moraceae), no qual os Omo Ogum (filhos iniciados deste Orixá) homenageiam o Deus do Ferro, carregando os grandes Aladas em direção ao barracão central ao som de cânticos de júbilo e dos agogôs (sinetas de ferro fundido cujo som evoca Ogum). Um dos momentos de apogeu ocorre quando Iansã, a grande Deusa dos Ventos dança ao lado de Ogum. Iansã, à exemplo de Ogum, é uma grande guerreira e nessa festa ele vem nos presentear com sua graça e beleza.
No dia da festa de Ogum, também são cultuados os Orixá Oçânhim e Oxumarê. Oçânhim é muito adorado no Axé Ibualamô, principalmente, pela variedade de folhas sagradas que habitam na roça. Ele mora junto de Ogum no Igi Odán. Ele é ovacionado com o "Sasanyìn" (cantigas que louvam as folhas sagradas). Oxumarê (o arco-íris) também é muito louvado no Axé Ibualamô. Nesse aspecto, lembramos que seu Otávio da Ilha Amarela fora iniciado por uma africana (Tia Jejé) da nação Savalu.
Xiré Famóra (Festa da União dedicada à Ibualamô e demais divindades da caça, "Oxóssi, Logún Èdé, Otim, etc.)
O ciclo de festividades dos Orixá da caça inicia-se nas duas semanas precedentes ao "Xiré Famóra" (festa da união, dedicada à Ibualamô) com preceitos ritualísticos em homenagem aos ancestrais do Ilê Alaqueto Axé Ibualamô. Esse ritual tem como premissa, solicitar a aprovação dos ancestrais para o Xiré Famóra. Além disso, agradecer aos ensinamentos e pelo importante papel desses antepassados na manutenção da cultura africana no Brasil.
Na semana que antecede o Xiré Famóra é realizado o "Lóní Alaqueto" (Dia de Alaqueto), nesta ocasião, são realizadas oferendas (àkùkò, òbúko, otí, epo, obì, orógbó, mìáán mìáán, etc.) a Exu Alaqueto, que, a exemplo de Oxóssi, foi empossado rei da cidade Kétu (atual República do Benin). O objetivo do "Lóní Alaqueto", é solicitar a Alaqueto que as festividades ocorram em plena harmonia, livre de discórdias e de desavenças.
Na quinta-feira imediatamente após o "Lonií Alaqueto" ocorre o "Orô Onjé" dedicado a Ibualamô, Oxóssi, Otim, Logunedé e às Aiabás Oxum e Iemanjá. No Orò Onjé são ofertadas a Ibualamô, caças, bebidas, frutas e os Iyanle (comidas ritualisticamente preparadas com as iguarias prediletas do Deus). O Oró Onjé, é presidido pelo Babalorixá José Carlos de Ibualamô e executado pelo Olú Ode (chefe dos caçadores) na companhia dos demais Ara Mefá (Eperim Lodê, Cacô Onicumô Ecum, Pacum Odê, Odê Aperí e Oní Ponpó).
No sábado posterior, ocorre o Xiré Famóra, no qual Ibualamô se apresenta em público para dançar e abençoar seus filhos. Essa festa é cercada de muita emoção, sobretudo, quando o Deus da cidade de Ìlobùú dança ao som do agèré (seu toque predileto) segurando nas mãos duas "bilálá" (espécie de chicote com o qual se fustiga). A dança da caça é também outro momento muito esperado (talvez o mais aguardado em todo o ano). Nessa dança, é simulada uma caçada, geralmente Ibualamô está acompanhado de Oxóssi, Logunedé, Ieuá e Obá. Não há filho da sociedade Ilê Alaqueto Axé Ibualamô que não mencione essa "passagem" como uma das mais bonitas do Xiré Famóra.
O fechamento do ciclo de festividades dedicadas à Ibualamô ocorre dezessete dias após o Orò Onjé. Nesta data acontecem novas ofertas em ação de graça às divindades da caça.

### Xiré Acará Oiá (Festa dos Acarajés de Iansã)
A festa de Iansã é conhecida no Axé Ibualamô, como a "Festa dos Acarajés", alusão à iguaria predileta da grande Deusa dos ventos. Esta é sem dúvidas uma festa esperada, seja pela alegria contagiante do Orixá Oiá (Iansã), seja pela quantidade de filhas desse santo no Axé (grande maioria). Além disso, cremos que a ligação do Aşè com seus ancestrais, dá à festa dos Acarajés de Oiá, uma importância substancial, sendo que Iansã é a grande senhora dos ancestrais.

### Xiré Auom Aiabá (Festa dedicadas à Aiabás Oxum, Iemanxá e Obá)
A festa das aiabás tem por objetivo, homenagear os grandes Orixá femininos ("Oxum", "Iemanjá" e "Obá") à exceção de Nàná e Ieuá, que são homenageadas no Olubajé e Iansã, que é homenageada na festa dos acarajés. A festa das Aiabás é uma cerimônia muito bonita e que os filhos da casa gostam muito. Geralmente, nosso pai Ibualamô vem nos prestigiar e dançar com sua esposa, Oxum. Além da festa das Aiabás, realizamos também o presente às águas. Nessa festividade, todos os Orixá femininos são homenageados, sem exceções, num ritual muito bonito que ocorre às margens de uma lagoa.

### Olubajé (Festa dedicada aos Orixás Obaluaiê, Oxumarê, Nanã, Oçânhim e Ieuá)
Olubajé quer dizer: Olu = corruptela de "Oluaiê", gba = "aceitar", nje = "comida", ou seja, "aceitar a comida de Oluaiê" ou Obaluaiê, como é mais conhecido o grande senhor da terra. A festa do olugbaje é uma festa especialmente bela, seja por sua ritualística como um todo, seja pelos Orixá que são homenageados "Obaluaiê", "Nanã", "Oxumarê", "Oçânhim" e "Ieuá". No Olubajé, são ofertadas às visitas e filhos da casa, as iguarias prediletas do Orixá da palha, que foram anteriormente abençoadas por ele, por isso o nome "Olubajé". Acreditamos que esse ritual é benéfico à nossa saúde, sendo que o caracterizamos como um "ebó" (oferenda). De forma contrária à maioria das festas, o Olugbaje ocorre ao lado de fora do barracão, num ritual que é muito esperado no ano.

### Xiré Iná (Festa do Fogo, dedicada à Xangô, Airá e Aganju)
Essa festa é dedicada às Divindades do Fogo, Xangô, Airá e Aganju. A festa de Xangô é cercada de rituais, desta feita acerca da grande fogueira de Xangô. Nessa festa, cultuamos também "Abanibelê" a grande divindade que mora no fogo. É uma festa especial, além dos Orixá Xangô, Airá e Aganju, também homenageamos Oiá, Oxum e Obá.

### Orô Omi Orixá Nlá (Cerimônia das águas de Oxalá)
Sem dúvidas, uma das mais bonitas cerimônias da tradição africana introduzida no Brasil. As águas de Òşàlá inicia-se na sexta-feira precedente a Festa do Pilão. Na ocasião, todos os filhos da casa dormem no Axé, para que no sábado pela madrugada, carreguem em procissão, as águas colhidas do poço dedicado a Òşàlá para lavar as insígnias do grande Orixá do panteão africano.

### Xiré Odó Oguiã (Festa do Pilão de Oxaguiã)
No sábado posterior às Águas de Oxalá, ocorre a Festa do Pilão de Oxaguiã, dedicada ao grande guerreiro dos orixás funfuns, Oxaguiã. A festa é cercada de grandes rituais, sobretudo, ao que tange o "pilão", que é um dos mais adorados objetos de culto do Axé Ibualamô e do Candomblé da Bahia. Nessa festa, ocorre uma simulação da guerra dos Atori (Glyphea latrifolia, Tiliaceae), que ocorre na África até hoje, em alusão a uma das passagens míticas de Oxaguiã. Nosso pai Òşàlá também é muito festejado nesse dia.

### Xiré Iocô Aladê Ocô (Festa dedicada aos grandes Orixás das árvores Irocô, Apá Ocá e Dancô)
Esse festa ocorre anualmente na mesma data, independente do dia da semana. É a festa na qual rendemos nossas homenagens ao grande pai das árvores, Irocô (Chlorophora Excelsa,. Moraceae), também chamado de Baba Igi. Nesta data, também são reverenciadas as árvores "Odã" (Ficus sp. L., Moraceae), Dancó (Oxytenanthera Abyssinics, Munro, Gramineae) "Oquicá" (Spondias Mombin L., Anacardiaceae) e Apá Ocá (Artocarpus Integrifolia L. f., Moraceae).

### Orô Auom Exá (Cerimônia de Lembrança aos Ancestrais)
A homenagem aos nossos ancestrais, a exemplo do calendário católico, ocorre no dia de finados. Esse é um dia de muito respeito e celebração no Axé, afinal, estamos lembrando a memória daqueles que perpetuaram a cultura africana no Brasil. Ao contrário do que se pensa, para nós, é de fundamental importância lembramos àqueles que já se foram, sobretudo quando completaram o ciclo de vida de forma plena. As homenagens acontecem no Ilê Ibo Aku (casa de adoração aos ancestrais).

### Loni Acô Oxé Odum (Dia do primeiro Ose do Ano)
Embora não seja uma festa propriamente dita, o "Loni Acô Oxé Odum" é um dia muito especial. Nessa data (1º de janeiro) são trocadas as águas das quartinhas dos Orixá. No Candomblé, acreditamos que sem água não vida, por essa razão, todo assentamento e/ou Ojubo de Orixá é acompanhado de uma quartinha (pequeno jarro de barro) com água. Lembramos que não é apenas nessa data que ocorre a troca da água das quartinhas, entretanto, no dia 1º de janeiro, todos os filhos da casa devem estar no Axé, para a realização desse ritual.

## Ingresso de novos membros
Costumamos dizer no Axé Ibualamô, que não são as pessoas que optam em entrar para o Axé, mas sim, nosso pai Ibualamô que nos escolhe. É ele quem decide se uma pessoa deve ou não entrar para a sociedade, ou ainda, se a pessoa deve ou não permanecer.
Inicialmente, é de fundamental importância que o interessado nos visite, que conheça pessoalmente o Axé, o espaço físico, nossas atividades, festividades, etc. É ainda de importância ímpar, que conheça, sobretudo, a figura do Babalorixá. É basilar que exista uma afinidade e comprometimento entre o sacerdote e o futuro omo Orixá.
A escolha (aceite) do seu Orixá, é indubitável. Mais importante do que você desejar entrar numa casa, é o aceite do seu Orixá em estar nela. É ele quem determina a "sua moradia". Pode ocorrer de você escolher uma determinada casa para fazer parte, e o seu Orixá, não. Nesse aspecto, prevalece a vontade do Orixá. Devemos aceitar e respeitar a vontade dos Deuses, eles sabem como nos guiar.
O Ilê Orixá é para nós, um grande santuário de amor e respeito as Divindades africanas e as pessoas, por isso, é necessário que o interessado nos visite e sinta dentro do seu "ocã" (coração), a vontade de estar conosco. A pessoa deve buscar no Ilè Orixá, não a fortuna ou os números da sorte para jogar na Mega-Sena. A pessoa que nos procurar deve buscar o encontro com a religião, como o amor, com a paz e, principalmente, com os Orixá, eles são o nosso grande norte, o nosso grande e único porto-seguro.